# Saskia Bricmont

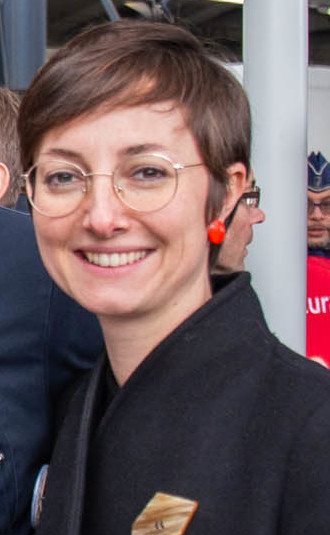
Saskia Bricmont (2020)

Saskia Bricmont (Doornik, 16 maart 1985) is een Belgisch politica voor Ecolo.

## Levensloop
Bricmont studeerde politieke wetenschappen en internationale relaties aan de ULB en behaalde een aanvullende master in Europese Studies aan het Instituut voor Europese Studies van de ULB. Ook volgde ze studies aan de Concordia-universiteit in de Canadese stad Montréal en aan de Universiteit van Madrid.
In 2007 werd ze lid van de Ecolo-afdeling in Sint-Gillis. Later verhuisde ze naar Aat, waar ze van 2012 tot 2015 gemeenteraadslid was.
Nog in 2007 werd Bricmont politiek adviseur bij de Ecolo-Groen-fractie in de Kamer van volksvertegenwoordigers, bevoegd voor Europese en internationale aangelegenheden en ontwikkelingssamenwerking. Daarna werkte ze korte tijd op het kabinet van Brussels minister Evelyne Huytebroeck. Van 2009 tot 2015 was Bricmont verantwoordelijke van Etopia, de studiedienst van Ecolo.
In 2015 verliet Bricmont de gemeenteraad van Aat en de studiedienst van Ecolo en werd ze projectverantwoordelijke voor ruimtelijke ordening bij de intercommunale IDETA, wat ze bleef tot in 2019. Bovendien werd Bricmont vanaf 2015 gastdocente aan de Haute École provinciale de Hainaut Condorcet in Aat.
Bij de Europese verkiezingen van mei 2019 werd ze vanop de tweede plaats van de Ecolo-lijst verkozen in het Europees Parlement. Bricmont werd er lid van de commissie burgerlijke vrijheden, justitie en binnenlandse zaken en plaatsvervangend en vanaf 2020 effectief lid van de commissie internationale handel. Bij de Europese verkiezingen van juni 2024 kwam ze opnieuw op als lijsttrekker voor Ecolo en werd Bricmont verkozen voor een tweede termijn als Europees Parlementslid.